# OpenURL
OpenURL はウェブアドレスに似ているが、物理的なウェブサイトを参照するのではなく、ウェブサイト内の論文、書籍、特許、その他のリソースを参照する。
OpenURLは、どのウェブサイトにリソースが接続されているかに関わらず、リソースに恒久的に接続されるため、パーマリンクと似ている。
OpenURLを目にする最も一般的な場所は、図書館やその他のリソースセンターである。なぜなら、OpenURLは、インターネットユーザーが、他の方法ではアクセスが制限されているリソースのコピーを見つけるのに役立つからである。
OpenURLを生成するソースは、多くの場合、データベース内の書誌引用または書誌レコードである。このようなデータベースの例としては、Ovid Technologies, Web of Science, Chemical Abstracts Service, Modern Language Association, Google Scholar などが挙げられる。
米国情報標準化機構(NISO）は、OpenURLとそのデータコンテナの標準を米国国家規格協会(ANSI) 規格 ANSI/NISO Z39.88-2004として策定した。OpenURL規格は、情報資源データベース（ソース）から図書館サービス（ターゲット）へ向かうリンクのための明確な構造を作成する。
ターゲットとは、ユーザーの情報ニーズを満たすのに役立つリソースやサービスのことである。ターゲットの例としては、フルテキストリポジトリ、オンラインジャーナル、オンライン図書館カタログ、その他のウェブリソースやサービスがある。OpenURL knowledge basesは利用可能な、適切なターゲットへのリンクを提供する。

## 歴史
OpenURLは、1990年代後半にゲント大学の司書であったHerbert Van de Sompelによって生み出された。彼のリンクサーバー・ソフトウェアであるSFXは、図書館オートメーション企業のEx Libris Groupに買収され、情報産業においてOpenURLが普及することとなった。
2005年、OpenURLの改訂版（バージョン1.0）がANSI/NISO Z39.88-2004となり、Van de Sompelのバージョンはバージョン0.1と指定された。
この新しい規格は、新しいフォーマットを記述するためのフレームワークを提供し、さまざまなフォーマットのXMLバージョンを定義している。
Online Computer Library Center (OCLC)は2006年6月22日にこの規格の保守機関に指名された。
 2006年、ある研究報告がOpenURLリンクの効率に影響を与えるいくつかの問題を発見し、ベストプラクティスのソリューションを確立するためのグループの設立を勧告した。KBART (Knowledge Bases And Related Tools) 作業部会は研究報告の勧告を推進させるために設立された。 ( OpenURLの標準化と報告の作業は、NISO の IOTA (Improving OpenURLs Through Analytics) プロジェクトで継続され、2013 年にリンク解決を改善するためのデータ解析の利点に言及した報告ツールと研究概要を作成した。
リビジョン:
- NISO OpenURL version 0.1 (2000-05-16)
- NISO OpenURL version 1.0f (2003-03-18)[6]
- ANSI/NISO Z39.88-2004
- ANSI/NISO Z39.88-2004 [R2010][7]

## 利用方法
OpenURLの最も一般的な用途は、Webリソース（オンラインの論文など）に対するリクエストの解決を支援することである。 OpenURL には、参照されるリソース自体の情報と、コンテキスト情報、つまり OpenURL が出現するコンテキスト (たとえば、図書館カタログの検索結果のページ) とリクエストのコンテキスト (たとえば、リクエストした特定のユーザー) の両方が含まれる。 異なるコンテキストがURLで表現された場合、異なるコピーに解決されることになる。 コンテキストの変更は予測可能であり、ハイパーリンクの元の作成者（例えば、雑誌の出版社）が異なるコンテキストのために異なるURLを手作りする必要はない。
例えば、ベースURLやクエリ文字列のパラメータを変更すると、OpenURLは別の図書館にあるリソースのコピーに解決されることになる。 したがって、例えば電子ジャーナルに含まれる同じOpenURLを、ジャーナルのハイパーリンクを完全に上書きすることなく、どの図書館でもそのリソースの独自のコピーにアクセスできるように調整することができる。ジャーナル提供者は、購読している図書館ごとに異なるバージョンのジャーナルを、異なるハイパーリンクで提供する必要がなくなる（COinSも参照）。

## フォーマット
OpenURLは、ユーザーの機関のリンクサーバーのアドレスを含むベースURLと、ContextObjectをシリアライズしたキーと値のペアからなるクエリー文字列から構成されている。ContextObjectは書誌データであることがほとんどだが、バージョン1.0では、OpenURLは、リクエスター、ハイパーリンクを含むリソース、必要なサービスの種類などに関する情報も含められる。例えば：
http://resolver.example.edu/cgi?genre=book&isbn=0836218310&title=The+Far+Side+Gallery+3
は、ある書籍を記述するバージョン 0.1のOpenURLである。
http://resolver.example.edu/cgi は例示したリンクサーバーのベースURLである。
バージョン1.0では、この同じリンクが多少長くなっている：
http://resolver.example.edu/cgi?ctx_ver=Z39.88-2004&rft_val_fmt=info:ofi/fmt:kev:mtx:book&rft.isbn=0836218310&rft.btitle=The+Far+Side+Gallery+3
上記のクエリ文字列は、以下のキーと値のペアで構成されている：
- ctx_ver=Z39.88-2004 – ContextObjectのバージョン指定
- rft_val_fmt=info:ofi/fmt:kev:mtx:book  – 参照先（ここでは書籍）のメタデータ形式の指定
- 参照先オブジェクトを記述するこのフォーマットからのフィールド：
  - rft.isbn=0836218310 – 書籍を特定するISBN
  - rft.btitle=The+Far+Side+Gallery+3 – 書籍のタイトル

キーは常に安全な文字で構成され、エンコードされていないが、値はURLエンコードされている。

## 用途とツール
数社がリンクサーバーシステムを販売している。 OCLC (WorldCat Localの一部として), Ex Libris (SFX and Alma UResolver),Serials Solutions (360 Link Archived 2009-06-01 at the Wayback Machine., 旧称Article Linker), Innovative Interfaces, Inc. (WebBridge), EBSCO Information Services (Full Text Finder), Ovid (LinkSolver), SirsiDynix (Resolver), Fretwell-Downing (OL2), TDNet, Inc. (TOUResolver), WT Cox Information Services (Journal Finder), R. R. Bowker (Ulrichs Resource Linker) 、Infor (Vlink)などがある。
オープンソースのリンクリゾルバとしては、 CUFTS 、 Umlautなどがある。また、OpenURLを操作するためのオープンソースのツールもあり、 Code4Libコミュニティがこれらのリストを管理している。
OpenURLは通常、情報プロバイダーによって、認証されたユーザーに送られるウェブページに適切なベースURLを動的に挿入することで実装される。OpenURL COinSは、Wikipediaのようなフリーサービスが、クライアント側のソフトウェアエージェントと協調してOpenURLを提供できるようにするための仕様である。Federated searchソフトウェアは、リンクサーバーへの図書館の購読者リンクを採用することで、レコードフィールドにOpenURLリンクを表示する。そうすると、書誌レコードのハイパーリンクからフルテキストリソースへのアクセスが容易になる。

## 参照
1. ↑  “The lure of linking”. Library Journal 129 (6):  32–34. (April 2004).
2. ↑  “Why OpenURL?”. D-Lib Magazine 12 (5). (May 2006). doi:10.1045/may2006-apps.
3. ↑  “OCLC Research Activities and the OpenURL Standard”.   Online Computer Library Center. 2006年9月6日閲覧。
4. ↑  “Knowledge Bases And Related Tools (KBART)”. www.niso.org.  NISO. 2021年8月28日閲覧。
5. ↑  “NISO IOTA Improving OpenURLs Through Analytics”. openurlquality.org. 2021年1月24日閲覧。
6. 1 2  “OpenURL Syntax Description, version OpenURL/1.0f - 2000-05-16 (OpenURL 0.1 Standard)” (2003年3月18日). 2020年9月23日時点のオリジナルよりアーカイブ。2020年9月23日閲覧。  (9+1 pages)
7. ↑   ANSI/NISO Z39.88-2004 (R2010) – The OpenURL Framework for Context-Sensitive Services. Baltimore, Maryland, USA: National Information Standards Organization. (2010-05-13). ISBN 978-1-937522-38-4. ISSN 1041-5653.  オリジナルの2020-09-23時点におけるアーカイブ。 2020年9月23日閲覧。 (122 pages)

## 関連する記事
- “Open Linking in the Scholarly Information Environment Using the OpenURL Framework”. D-Lib Magazine 7 (3). (March 2001). doi:10.1045/march2001-vandesompel.
- “OpenURL COinS: A Convention to Embed Bibliographic Metadata in HTML”. 2014年9月13日時点のオリジナルよりアーカイブ。2020年9月23日閲覧。
- “Rethinking Library Linking: Breathing New Life Into OpenURL”. Library Technology Reports (LTR) - Expert Guides to Library Systems and Services. ALA TechSource (American Library Association) 46 (7). (October 2010). ISBN 978-0-83895813-1. ISSN 0024-2586. ISBN 0-83895813-3. (38 pages)